# Lex Aelia Sentia

La lex Aelia Sentia est une loi romaine votée en 4 apr. J.-C. à l'initiative de l'empereur Auguste. Cette loi, parallèlement à la lex Fufia Caninia (en), limite les affranchissements d'esclaves. Les affranchissements d'esclaves étaient devenus de plus en plus importants au début de l'empire, au point de remettre en question le système social de l'époque fondé sur l'esclavage et poussant Auguste à restreindre cette pratique. 

## Dispositions
Cette loi comportait plusieurs dispositions. Elle établit d'abord que pour qu'un affranchissement soit valide, l'esclave doit avoir au moins trente ans et son maître vingt. L'une de ces dispositions prévoit que certains esclaves affranchis ne peuvent pas devenir des citoyens romains à part entière, mais deviennent membres d'une classe inférieure d'individus affranchis : les latins juniens. L'esclave est considéré comme peregrinus dediticius, une classe encore inférieure correspondant aux étrangers ayant pris les armes contre Rome, s'il a commis un crime auparavant. Si un esclave illégalement libéré a moins de trente ans, il ne peut obtenir la pleine citoyenneté qu'après une procédure judiciaire (une consilia) similaire à un procès en droit de la famille. Ces procédures judiciaires doivent avoir lieu à des moments prédéterminés dans les provinces et à Rome. Tout esclave de moins de trente ans peut toutefois obtenir directement la pleine citoyenneté si son maître est insolvable et accepte de le libérer.
Si un esclave est libéré avant l'âge de trente ans et n'accède pas à la citoyenneté, il peut l'obtenir s'il épouse une femme romaine libre ou affranchie et a avec elle un enfant de moins d'un an. S'il peut le prouver à un magistrat ou à un gouverneur, lui, sa femme et son enfant deviennent tous citoyens à part entière. Si le père meurt avant que cela ne se produise, la mère peut obtenir le même résultat. Cette disposition est ajoutée par Auguste pour augmenter le taux de mariage et de fertilité qui, à l'époque, sont tous deux en baisse. L'empereur cherche aussi à favoriser le mariage afin de restaurer les vertus romaines traditionnelles.